# Односи Србије и Пакистана
Односи Србије и Пакистана су инострани односи Републике Србије и Исламске Републике Пакистана.

## Билатерални односи
Дипломатски односи са Пакистаном су успостављени 1948. године.

### Економски односи
- У 2020. робна размена је укупно износила 16,8 милиона УСД. Од тога извоз из Србије 1,2 милиона а увоз из Пакистана 15,5 милиона.
- У 2019. размена је била на нивоу из 2020. Извезли смо робе за 1,8 милиона УСД а увезли за 15 милиона долара.
- У 2018. робна размена је укупно износила 14,2 милиона УСД. Од тога извоз из Србије 1,2 милиона а увоз из Пакистана 13 милиона.[2][3]

### Дипломатски представници
Амбасада Републике Србије у Пекингу (Кина) радно покрива Пакистан.
Амбасада Републике Србије у Техерану (Иран) радно покрива Пакистан у вези конзуларних послова.

### У Београду
- Шахијар Агбар Кан, амбасадор, 2019—
- Сајед Агил Гилани, амбасадор, 2017—2018.[5]
- Ариф Махмуд, амбасадор, 2014—2016.
- Гулам Фарук, амбасадор, 2012—2013.
- Мухамед Чаудри, амбасадор, 2008—2012.
- Рашид Салем Кан, амбасадор, 2005—2008.
- Хабиб ур Рахман, амбасадор, 2003—2005.
- Тарик Кан, амбасадор, 1992.
- Садула Дехлави, амбасадор, 1989—1992.
- Мујахид Хусаин, амбасадор, 1986—1989.
- Имам ул Хак, амбасадор, 1984—1986.
- Мујахид Кореши, амбасадор, 1980—1984.
- Макбул Бати, амбасадор, 1979—1980.
- Афтаб Кан, амбасадор, 1975—1979.
- Сајед Ахмад, амбасадор, 1972—1975.
- Игбал Акунд, амбасадор, 1971—1972.
- Хаким Мохамад Асон, амбасадор, 1969—1971.
- Џамши Густанђи Карас, амбасадор, 1967—1969.
- Мохамад Шер Али Кан, амбасадор, 1963—1967.
- Хабибур Рахман, амбасадор, 1962—1963.
- Мирза Сикандер Али Бег, амбасадор, 1959—
- Абдул Моталеб Малик, посланик, 1956—1959.

### Некадашњи дипломатски представници у Пакистану
- Радослав Булајић, амбасадор, 1989—1991.
- Јосип Франић, амбасадор, 1985—1989.
- Слободан Мартиновић, амбасадор, 1981—1985.
- Мирко Милутиновић, амбасадор, 1977—1981.
- Видо Кнежевић, амбасадор, 1973—1977.
- Бора Јевтић, амбасадор, 1969—1973.
- Владо Шестан, амбасадор, 1965—1969.
- Никола Милићевић, амбасадор, 1961—
- Густав Влахов, посланик а потом и амбасадор, 1957—1961.
- Обрад Цицмил, посланик, 1951—1953.